# Аргумент Ікеди — Джефферіса
Аргуме́нт Іке́ди — Дже́фферіса є контраргументом до так званого «аргументу тонкої настройки» (англ. a fine-tuning argument) — одного з основних аргументів креаціоністів і прихильників Розумного задуму.
З теореми випливає, що у випадку, коли закони природи сприятливі для існування і/або виникнення життя, ймовірність втручання в ці процеси якогось «розумного творця» нижча, ніж у випадку довільних законів природи, за яких життя існує, тому що в першому випадку у втручанні творця менше потреби. З логічної точки зору (без залучення математики) подібний аргумент розібрав Джон Стюарт Мілль у книзі «Теїзм» («Theism») 1874 року.

## Теорема
Давно помічено, що основні фізичні константи мають досить серйозні обмеження на можливі спостережувані значення. Наприклад, при зміненні константи сильної взаємодії всього на декілька відсотків у той чи інший бік все розмаїття хімічних елементів зникло б, і життя було б неможливим. Інші константи не менш чутливі до малих змін. Створюється враження, що лише втручання надприродних сил здатне так точно підігнати всі константи одну до одної, щоб змогло зародитися життя, з'явитися люди, розум і т. д. Отже, аргументують креаціоністи, якщо тонке налаштування констант — малоймовірна подія для природного Всесвіту, то наш Всесвіт, найімовірніше, штучний. Наприклад, створений майстерним Богом-Творцем.
Математик Майкл Ікеда й астроном Вільям Джефферіс пропонують оцінити креаціоністський аргумент з точки зору теорії ймовірностей, зокрема порівняти баєсові ймовірності. Вони стверджують, що тонке налаштування світових констант зовсім не є умовою для існування Розумного Творця, і що аргумент креаціоністів — це просто некоректне поводження з умовними ймовірностями.

### Доведення
Позначимо природний всесвіт як {\displaystyle \displaystyle N} («naturalistic»), тоді всесвіт, у якому хоч іноді діє Вища Істота, буде позначено як {\displaystyle \displaystyle (\,\neg N)}.
Далі будемо виходити з таких посилок, з істинністю яких згодні і креаціоністи, і «натуралісти»:
- {\displaystyle \displaystyle L=} «наш всесвіт існує і населений» (від «life»),
- {\displaystyle \displaystyle F=} «константи і закони нашого всесвіту сприяють виникненню та/або існуванню життя» («friendly»),
- {\displaystyle \displaystyle N\land L\to F,} тобто «життя в природному всесвіті може існувати і з'являтися тільки в тому випадку, якщо закони сприятливі» (це так званий «слабкий антропний принцип»).

Згідно з теорією ймовірностей можна записати такі співвідношення цих (істинних) тверджень:
- {\displaystyle \displaystyle P(L)=1},
- {\displaystyle \displaystyle P(F)=1},
- {\displaystyle \displaystyle P(F|N\land L)=1}.

Розглянемо, як впливає умова тонкого налаштування (тобто «дружності») Всесвіту на ймовірність того, що життя виникло природним чином і існує без втручання Творця. Для цього порівняємо такі умовні ймовірності:
- {\displaystyle \displaystyle P(N|L)} — ймовірність того, що всесвіт природний {\displaystyle \displaystyle (N),} за умови, що в ньому є життя {\displaystyle \displaystyle (L);}
- {\displaystyle \displaystyle P(N|L\land F)} — ймовірність того, що всесвіт природний {\displaystyle \displaystyle (N),} за умови, що в ньому є життя {\displaystyle \displaystyle (L)} І є тонке налаштування {\displaystyle \displaystyle (F).}

Деякі креаціоністи стверджують, що додання умови {\displaystyle \displaystyle F} має зменшити ймовірність події {\displaystyle \displaystyle N} (тобто збільшити ймовірність {\displaystyle \displaystyle \neg N}). Проте теорема Ікеди-Джефферіса показує протилежне: внесення додаткової умови {\displaystyle \displaystyle F} не знижує, а, можливо, збільшує ймовірність природного утворення життя, тобто:
{\displaystyle \displaystyle P(N|L)\leq P(N|L\land F).}

Висновок теореми:

{\displaystyle \displaystyle P(N|L\land F)={\frac {P(F|N\land L)\cdot P(N|L)}{P(F|L)}}.}

Оскільки ми прийняли, що {\displaystyle \displaystyle P(F|N\land L)=1} слабкий антропний принцип), то останній дріб дорівнює {\displaystyle \displaystyle {\frac {P(N|L)}{P(F|L)}}.}Його знаменник, як і будь-яка ймовірність, за визначенням лежить у межах від нуля до одиниці:{\displaystyle \displaystyle 0<P(F|L)\leq 1;}отже, сам дріб більший від свого чисельника (або, принаймні, дорівнює йому), і{\displaystyle \displaystyle P(N|L\land F)\geq P(N|L),}що й потрібно було довести.
Також існує доведення для випадку мультивсесвіту.
Ікеда і Джефферіс вважають, що прихильникам теорії Розумного Творіння слід було б шукати доведень того, що Творець налаштував всесвіт зовсім погано.

## Пояснювальна аналогія
Розглянемо колонію бактерій, що живе в певному середовищі. Якщо це середовище добре підходить для життєдіяльності бактерій (наприклад, лежить на землі і гниє яблуко в теплому вологому кліматі), навряд чи з'явиться необхідність домислювати зовнішнє розумне втручання, яке допомагає бактеріям підтримувати своє існування. Навпаки, дуже малоймовірно, що колонія бактерій в чистій чашці Петрі (в «погано пристосованому для життя всесвіті») здатна прожити без втручання з боку мікробіолога, який час від часу додає поживний бульйон.